# روبرت ماكسويل (عازف قيثار)
روبرت ماكسويل (بالإنجليزية: Robert Maxwell)‏ هو عازف قيثار ‏ وكاتب أغاني أمريكي، ولد في 19 أبريل 1921، وتوفي في 7 فبراير 2012.

## وصلات خارجية
- روبرت ماكسويل على موقع IMDb (الإنجليزية)
- روبرت ماكسويل على موقع ميوزك برينز (الإنجليزية)
- روبرت ماكسويل على موقع أول ميوزيك (الإنجليزية)
- روبرت ماكسويل على موقع ديسكوغز (الإنجليزية)
- روبرت ماكسويل على موقع قاعدة بيانات الفيلم (الإنجليزية)